# Heinänen (ö i Satakunta)
Heinänen är en ö i Finland. Den ligger i Bottenhavet och i kommunen Raumo i den ekonomiska regionen  Raumo ekonomiska region i landskapet Satakunta, i den sydvästra delen av landet. Ön ligger omkring 41 kilometer sydväst om Björneborg och omkring 220 kilometer nordväst om Helsingfors.
Öns area är 35,2 hektar och dess största längd är 1 kilometer i sydöst-nordvästlig riktning.